# Kouzelný vrch
Kouzelný vrch (1924, Der Zauberberg) je román německého spisovatele Thomase Manna, nositele Nobelovy ceny za literaturu za rok 1929.

## Děj
Bildungsroman, na kterém autor pracoval od roku 1913, se odehrává na počátku 20. století v luxusním sanatoriu pro nemocné tuberkulózou poblíž švýcarského města Davosu. K jeho napsání Thomase Manna inspirovalo onemocnění jeho ženy Katie, která se v podobném sanatoriu od roku 1912 léčila. Jde o snové vyprávění plné obav z možné smrti na zhoubnou plicní chorobu.
Do uzavřené společnosti lidí trpících tuberkulózou přijíždí na návštěvu za svým bratrancem, německým důstojníkem Joachimem, mladý inženýr Hans Castorp. Nemoc však brzy propukne i u něho, a tak se i jemu uzavře normální, zdravý svět. Castorp začíná jako ostatní žít ve světě čekání, jak s ním zhoubná nemoc naloží. V sanatoriu se setkává s řadou lidí, z nichž ho nejvíce zaujmou dva jeho spolupacienti – první je humanista a demokrat, zatímco druhý je radikální jezuita a cynický demagog, ospravedlňující násilí a teror. Castorp s nimi vede diskuze o lásce, životě, smrti, náboženství, politických systémech i spravedlnosti. V slovních soubojích těchto tří protagonistů románu se tak uskutečňuje světonázorová diskuse o zániku staré společnosti a současně probíhá i morální a duchovní příprava na lepší budoucnost.
V sanatoriu prožije Hans nešťastnou lásku k Rusce Klaudii i smrt svého bratrance Joachima, který podlehne zákeřné chorobě. Tragicky skončí i disputace jeho dvou spolupacientů, která vyústí ve vzájemný souboj, při kterém se zahanbený jezuita sám zastřelí poté, co se mu jeho soupeř postaví, aniž by s ním chtěl bojovat. Po sedmi letech Hans sanatorium opouští, aby se ocitl přímo na bojišti první světové války, kde také autor své vyprávění končí.

## Česká vydání
- Kouzelný vrch, Melantrich, Praha 1930, přeložila Jitka Fučíková, Pavel Levit a Jan Zahradníček, znovu 1935–1936
- Kouzelný vrch, SNKLHU, Praha 1958, přeložila Jitka Fučíková, Pavel Levit a Jan Zahradníček, znovu Odeon 1975
- Čarovná hora, Mladá fronta, Praha 2016, přeložil Vratislav Jiljí Slezák

## Filmové adaptace
- Der Zauberberg (Kouzelný vrch), Německo 1968, režie Ludwig Cremer, televizní film,
- Der Zauberberg (Kouzelný vrch), Německo 1982, režie Hans W. Geißendörfer, v hlavních rolích Rod Steiger a Charles Aznavour